# Marx ahora (revista)
Marx Ahora es una revista semestral cubana de política de orientación marxista fundada en 1996 por el presidente del Instituto Cubano del Libro Omar González. Esta es editada por la Editorial de Ciencias Sociales con el concurso de la Cátedra de Estudios Marxistas "Julio Antonio Mella" del Instituto de Filosofía.